# Josef Šmaha

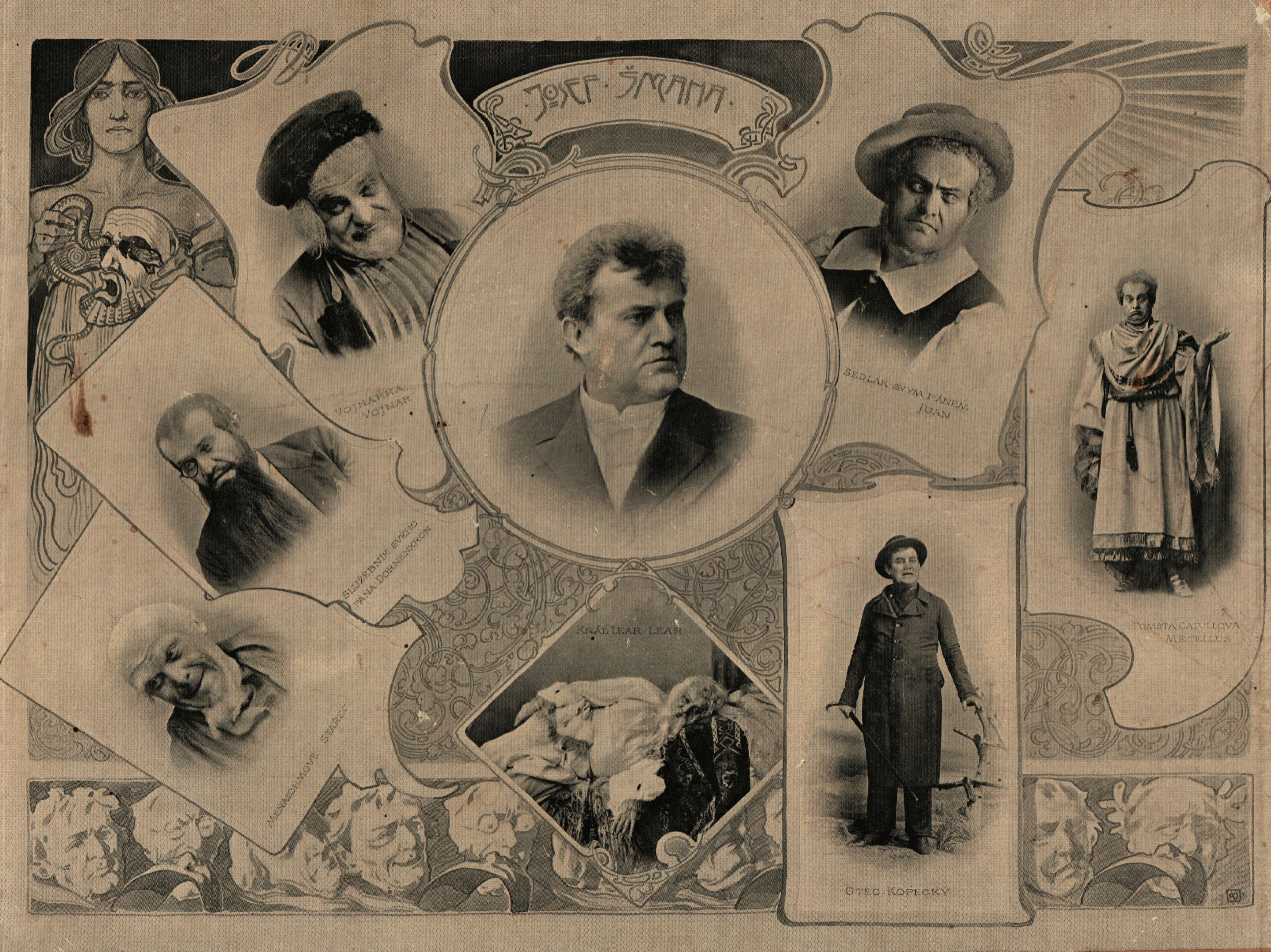
Josef Šmaha

Josef Šmaha (2. srpna 1848 Karlín – 11. května 1915 Pohled u Havlíčkova Brodu) byl český herec, režisér, dramatik, divadelní ředitel a pedagog.

## Život
Absolvoval nižší reálku v Pardubicích a krátce byl zaměstnán jako železniční praktikant. Zprvu získával zkušenosti u kočovných společností, především u F. Čížka (1864 až 1866). Posléze i u Švandovy společnosti, kde působil od roku 1867 až do roku 1874 a patřil zde k čelným a všestranným hercům (např. Franz Moor v Schillerových Loupežnících, král Lear v Shakespearovi, operní a operetní role). Krátce pak působil jako režisér i herec v plzeňském divadle. V témže roce (1874) začal vystupovat v Prozatímním divadle, setrval zde do roku 1878 (odešel pro neshody s ředitelstvím divadla). Pohostinně pak vystupoval na nejrůznějších scénách, mj. také v Celovci a v Záhřebu. Pak se vrátil ke Švandově společnosti, kde působil jako režisér i jako herec. V roce 1883 se vrátil do Prahy, získal angažmá ve znovuotevřeném Národním divadle. Při svém prvním vystoupení zde ztvárnil roli Richarda III. ve stejnojmenné Shakespearově hře. V roce 1884 se na téže scéně začal věnovat režii a brzy se stal jedním z nejlepších českých režisérů. Režíroval mimo jiné některé Smetanovy opery, prvně inscenoval u nás Verdiho Othella a Čajkovského Evžena Oněgina. Uváděl úspěšně česká realistická dramata a veselohry (L. Stroupežnický, A. Jirásek, aj.), hry J. K. Tyla, H. Ibsena, G. Hauptmanna, E. Rostanda a dalších.

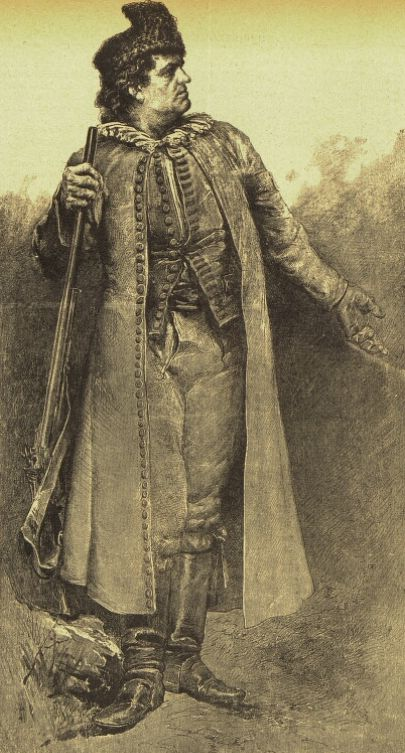
V titulní roli dramatu Jan Výrava

Často vystupoval pohostinsky u mimopražských souborů a v roce 1893 podnikl turné po USA, kde vystupoval s Ludvíkovou společností a českými krajanskými ochotnickými soubory. Pohostinsky také režíroval v roce 1893 v Berlíně a v letech 1894, 1898 a 1905 hostoval v Záhřebu. Zde se stal v roce 1898 čestným členem Královského zemského národního divadla.
V období 1892–1894 vyučoval herectví na Dramatické škole ND a v letech 1902–1904 vedl soukromou hereckou školu pro mladé operní umělce. Studovali však u něj i činoherní herci, např. Bedřich Karen.
V roce 1905 odešel do Bulharska, kde se podílel na organizování bulharského národního divadla v Sofii, jehož byl v letech 1906–1909 i prvním ředitelem. Vytvořil řadu různorodých rolí, včetně operetních (Pluto v Offenbachově operetě Orfeus v podsvětí), např. roli Vojnara v Jiráskově hře Vojnarka, krále Leara ve stejnojmenné Shakrespearově hře, Jaga v Othellovi, Juana v Lope de Vegově hře Sedlák svým pánem, Valenty v Tylově hře Paličova dcera. Všechny tak různorodé postavy byly v jeho podání životné a kvalitní. V Bulharsku založil v Sofii také divadelní školu.

Po návratu z Bulharska žil v Táboře a příležitostně pohostinsky vystupoval s profesionálními i ochotnickými divadelními soubory. Napsal také několik vlastních dramat a fejetonů.

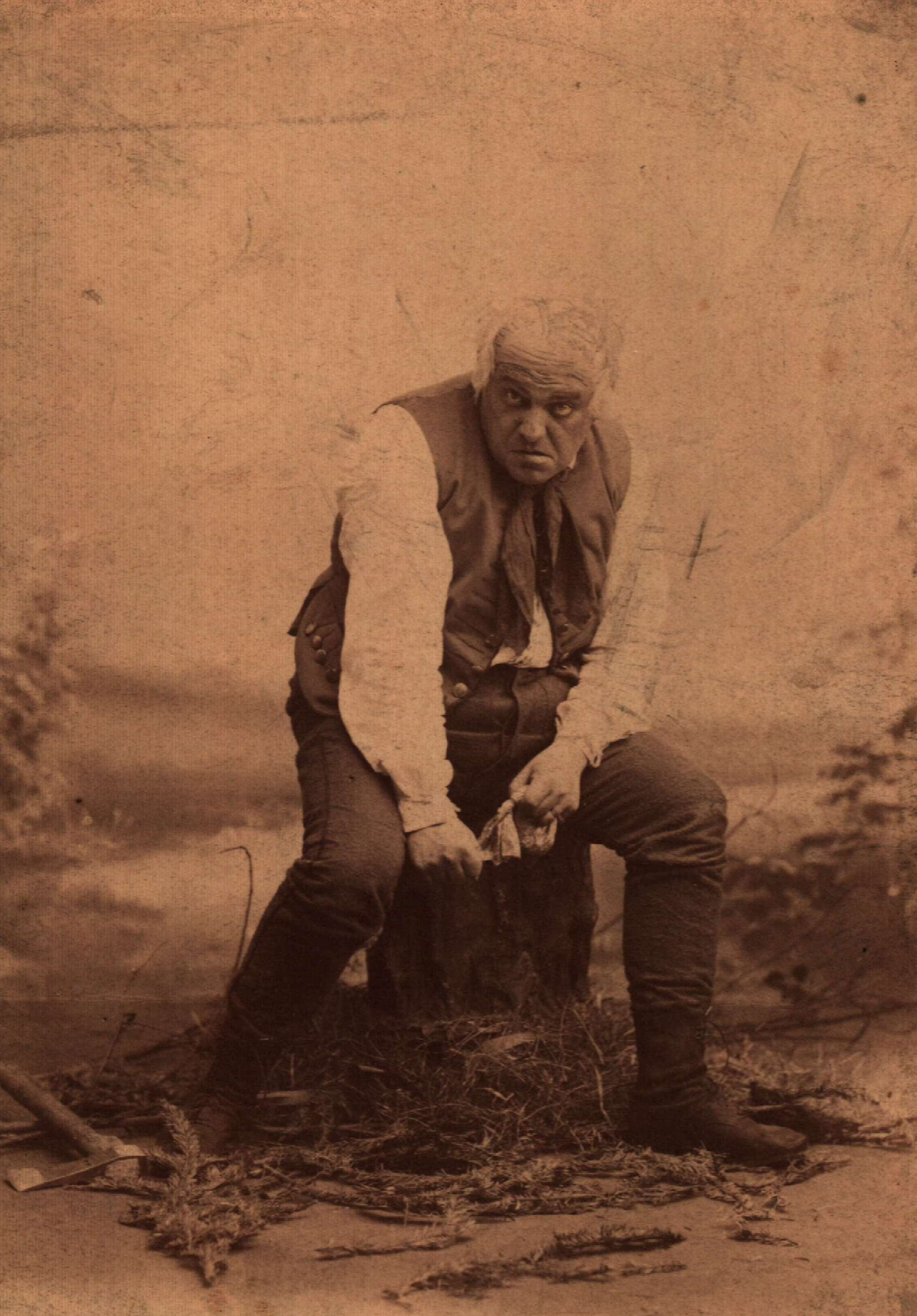
Josef Šmaha na fotografii z Bulharského státního archivu

Jeho manželkou byla herečka Terezie Šmahová, rozená Veselská.

## Ocenění
- 1901 Rytířský kříž řádu Františka Josefa (za zásluhy o české divadlo)
- 1910 bulharský Řád sv. Sávy

## Citát
| „                 | Vůdčí režisér českého realismu Josef Šmaha změnil zkoušky v jakousi tvůrčí dílnu, v níž se hledala řešení, odpovídající i životní pravdě, i působící divadelně účinně. Pro jeho režijní práci byla charakteristická slova „Zpátky! Ještě jednou! Znova!“, která hercům zněla nově, protože se s nimi dříve při zkouškách téměř nesetkávali. | “ |
| — František Černý | |   |